# Тинтал
«Тинтал» (также Tintal) — московская фолк-рок-группа, исполняющая музыку на основе ирландской и шотландской народной музыки. Сами музыканты определяют свой стиль как «кельтский фолк-рок». Выступление группы порой сопровождается ирландскими танцами, фаер-шоу и боями на мечах.

## История группы
Команда основана в начале 2000 года вокалистом группы Фёдором Воскресенским. О названии коллектива он сообщал следующее:
Сперва авторский коллектив группы взял слово из санскрита, обозначающее определенный музыкальный ритм. А потом мы узнали о ещё одном значении слова, и оно нам нравится. С одного очень-очень древнего языка «тинтал» переводится как «зажигающий звезды».
В первые годы состав группы значительно менялся. Только трое музыкантов участвовали в проекте с самого основания: сам Фёдор, композитор и аранжировщик Александр Миткевич и клавишник Николай «Колян» Добкин. Заметными участниками первых составов являлись скрипачка Александра Городилова и волынщик Владимир Лазерсон. Текущий состав установился лишь с 2010 года.
29 июня 2019 года на фестивале «Дикая мята» состоялась презентация альбома «Дикий танец». Альбом создан при участии и творческой помощи Олега Анофриева.

### Сайд-проекты
Многие музыканты группы принимают участие в сайд-проектах. Так лидер группы Фёдор Воскресенский ведёт многочисленные этно- и фолк-фестивали («Самайн», «День Святого Патрика», «Дикая Мята»), а также играет в мюзиклах «Последнее Испытание» и «Вий». Дмитрий Фролов выступает с группой «Мельница» и Инной Желанной. Максим Семёнов — концертмейстер группы валторн в симфоническом оркестре. Евгений Лапекин — руководитель оркестра волынщиков «City Pipes». Ася Соршнева — сессионная музыкантша.

## Состав

### Текущий состав
- Фёдор Воскресенский — вокал, бойран
- Александр Миткевич — электрогитара, вокал, малый маршевый барабан
- Николай «Колян» Добкин — клавишные, малый маршевый барабан
- Евгений Лапекин — шотландская волынка, флейты
- Ася Соршнева — электроскрипка
- Максим Семенов — бас-гитара
- Дмитрий «Фрол» Фролов — ударные

### Бывшие участники
- Владимир Лазерсон — волынка, шоу
- Александра «Аля» Городилова — электроскрипка[6]
- Георгий Никопопулос — волынка
- Юлия Рыжик — скрипка[6]
- Василиса «Васька» Грановская — скрипка[8]
- Александр Анистратов[8]
- Спартак Проценко[8]
- Алексей Фетисов[8]

## Дискография

### Студийные альбомы
- «Гони в ущелье!» (2002, при участии Александра Скляра и  Инны Желанной)
- «7 футов под килтом!»[2] (2007)
- «Дикий танец»[10] (2019)

### Синглы
- «Иди за мной» (2004)
- «Песня свободы»[12] (2021)

### Сборники
- «Фолк и фолк-рок: лучшее за год» (Проект ShadeLynx) (2008)
- «Russian Metal Ballads» (Мороз рекордз) (2005)
- «ФолкРокФорум» (Проект Археология) (2005)
- «17 Наших» (Пролог-мьюзик) (2005)
- «День Святого Патрика в России-2012» (Фонд Вереск) (2012)